# 553 Kundry
Kundry (asteroide 553) é um asteroide da cintura principal, a 1,9855992 UA. Possui uma excentricidade de 0,1099667 e um período orbital de 1 217,08 dias (3,33 anos).
Kundry tem uma velocidade orbital média de 19,94114398 km/s e uma inclinação de 5,38974º.
Este asteroide foi descoberto em 27 de Dezembro de 1904 por Max Wolf.